# Silverton, Colorado
Silverton är administrativ huvudort i San Juan County i Colorado. Enligt 2020 års folkräkning hade Silverton 622 invånare.